# ديمتري باركوف
ديمتري باركوف (الروسية: Барков, Дмитрий Сергеевич) (19 يونيو 1992 بسانت بطرسبرغ في روسيا - ) هو لاعب كرة قدم روسي في مركز الوسط. لعب مع نادي توسنو وكاريليا بتروزافودسك ‏ وFC Kaluga ‏ ونادي ترانز نارفا.

## روابط خارجية
- ديمتري باركوف على موقع قاعدة بيانات كرة القدم.إي يو (الإنجليزية)
- ديمتري باركوف على موقع Soccerway.com (الإنجليزية)